# Saved (singel Swans)
Saved – singel amerykańskiego zespołu Swans z albumu The Burning World, wydany w 1989 przez Uni Records i MCA Records. W 1999 niektóre utwory znalazły się na kompilacji Various Failures, a w 2015 na reedycji White Light from the Mouth of Infinity / Love of Life (Deluxe Edition).
Autorem utworów jest Michael Gira.

## Lista utworów
Wersja 7":
| Nr | Tytuł utworu     | Długość |
| -- | ---------------- | ------- |
| 1. | „Saved”          | 4:00    |
| 2. | „No Cruel Angel” | 4:26    |
|    |                  | 8:26    |

Wersja 12" / CD:
| Nr | Tytuł utworu                     | Długość |
| -- | -------------------------------- | ------- |
| 1. | „Saved”                          | 4:00    |
| 2. | „See No More” (Acoustic Version) | 3:49    |
| 3. | „No Cruel Angel”                 | 4:26    |
|    |                                  | 12:15   |

## Twórcy
- Michael Gira – śpiew, gitara elektryczna, gitara akustyczna
- Jarboe – śpiew, instrumenty klawiszowe
- Norman Westberg – gitara elektryczna, gitara akustyczna, banjo

Udział gościnny:
- Bill Laswell – gitara basowa
- Jason Asnes – gitara basowa
- Jeff Bova – instrumenty klawiszowe
- Virgil Moorefield – perkusja
- Aiyb Dieng – perkusja
- Fred Frith – skrzypce